# 마산동산성
마산동산성(馬山洞山城)은 대전광역시 동구 마산동에 있는 삼국시대의 산성이다. 1993년 6월 21일 대전광역시의 기념물 제30호로 지정되었다.

## 개요
대전광역시 동구 마산동에 있는 산성으로, 해발 220m의 산꼭대기를 빙둘러 돌로 쌓아올렸다.
성벽의 둘레는 200m 정도이며, 거의 무너져 내려 원래의 모습을 찾아보기 어렵고 다만 남쪽 성벽의 일부가 남아 있다. 산의 경사면을 깎아내리고 바깥쪽은 돌을 쌓고 안쪽에는 흙을 채워 성벽을 쌓아 올렸다. 따라서 성벽의 안쪽 부분은 평탄한 지형을 이루게 되어 방공호와 같은 통로를 만들었는데, 남쪽과 북쪽의 성벽에서 확인할 수 있다.
동북쪽 성벽의 한층 높은 곳에는 전쟁이 있을 때 장수가 올라서서 지휘를 하던 곳인 장대터 시설이 폭 4m, 높이 2m 정도로 남아있다. 서남쪽 성벽의 모서리 부분에도 이와 비슷한 무너진 시설이 있는데, 이것은 서남쪽으로 발달된 능선 부근에 해당되어 취약점을 보강하기 위한 시설로 추정된다.
서북 방향으로 노고성, 서남쪽으로 이 지역의 전략적 거점인 계족산성과 연결되어 있다. 백제 때 쌓은 것으로 알려져 있다.

## 같이 보기
- 노고산성
- 계족산성

## 참고 자료
- 마산동산성 - 국가유산청 국가유산포털